# Diploma de Estudios Universitarios Generales
Una Diploma de Estudios Universitarios Generales (también llamada DEUG, en francés Diplôme d'études universitaires générales) es un grado académico francés de pregrado. El curso tiene una duración de dos años.